# Ochagavía
Ochagavía en castillan ou Otsagabia en basque est une municipalité de la communauté forale de Navarre, dans le Nord de l'Espagne.
Elle est située dans la zone linguistique mixte de la province, dans la vallée de Salazar, dans la mérindade de Sangüesa. Sa population en 2017 était de 534 habitants (INE).
Le secrétaire de mairie est aussi celui d'Izalzu.

## Géographie
Ochagavia se trouve à 41 km au nord-nord-est de Sangüesa, à 47 km à l'est-nord-est de Pampelune, à 103 km au nord-ouest de Huesca et à 353 km au nord-est de Madrid.

## Localités limitrophes
Ochagavía est limitée par Larrau et Lecumberry (France) au nord, par Izalzu et Uztárroz-Uztarroze à l'est, par Escároz-Ezkaroze et Hiriberri-Villanueva de Aezkoa au sud, et par Jaurrieta, Abaurrepea et Orbaitzeta à l'ouest.

## Environs
- Forêt d'Iraty : à 24 km d'Ochagavía. C'est une des réserves forestières les mieux conservées de la péninsule Ibérique et une des hêtraies et sapinières les plus étendues et les mieux conservées d'Europe. La forêt d'Irati ou Iraty couvre 17 000 ha — bien que, légalement, seulement 238 ha soient protégés — qui forment la réserve intégrale de Lizardoia et les réserves naturelles de Mendilatz et Tristuibartea. Dans la haute vallée du río Irati, les activités forestières se pratiquent depuis toujours sous une forme contrôlée, et grâce à cela certaines petites parcelles se conservent pratiquement à l'état primitif.
- Pic d'Orhy : avec une altitude de 2 021 m, c'est l’un des plus hauts sommets des Pyrénées navarraises.
- Sierra d'Abodi.

## Démographie
| Évolution démographique                                   | Évolution démographique | Évolution démographique | Évolution démographique | Évolution démographique | Évolution démographique | Évolution démographique | Évolution démographique | Évolution démographique | Évolution démographique | Évolution démographique | Évolution démographique |
| 1900                                                      | 1910                    | 1920                    | 1930                    | 1940                    | 1950                    | 1960                    | 1970                    | 1981                    | 1991                    | 2001                    | 2011                    |
| --------------------------------------------------------- | ----------------------- | ----------------------- | ----------------------- | ----------------------- | ----------------------- | ----------------------- | ----------------------- | ----------------------- | ----------------------- | ----------------------- | ----------------------- |
| 1 273                                                     | 1 285                   | 1 269                   | 1 329                   | 1 253                   | 1 165                   | 1 190                   | 1 028                   | 777                     | 676                     | 666                     | 625                     |
| Sources: Ochagavía et instituto de estadística de navarra |                         |                         |                         |                         |                         |                         |                         |                         |                         |                         |                         |

## Patrimoine

### Patrimoine civil
- Maisons typiques d'Ochagavia : en pierres avec un toit très pentu, à deux ou quatre pentes, aux tuiles plates et aux vastes portails, fenêtres géminées et blasons. Les maisons sont séparées les unes des autres par un espace appelé "etxekarte" ou "belena".
- Palais médiévaux :  palais d’Urrutia, d’Iriarte et de Donamaría et quelques maisons portant des blasons des XVIIIe et XIXe siècles.
- Pont de pierre : Pont médiéval sur le rio Anduña.

### Patrimoine religieux

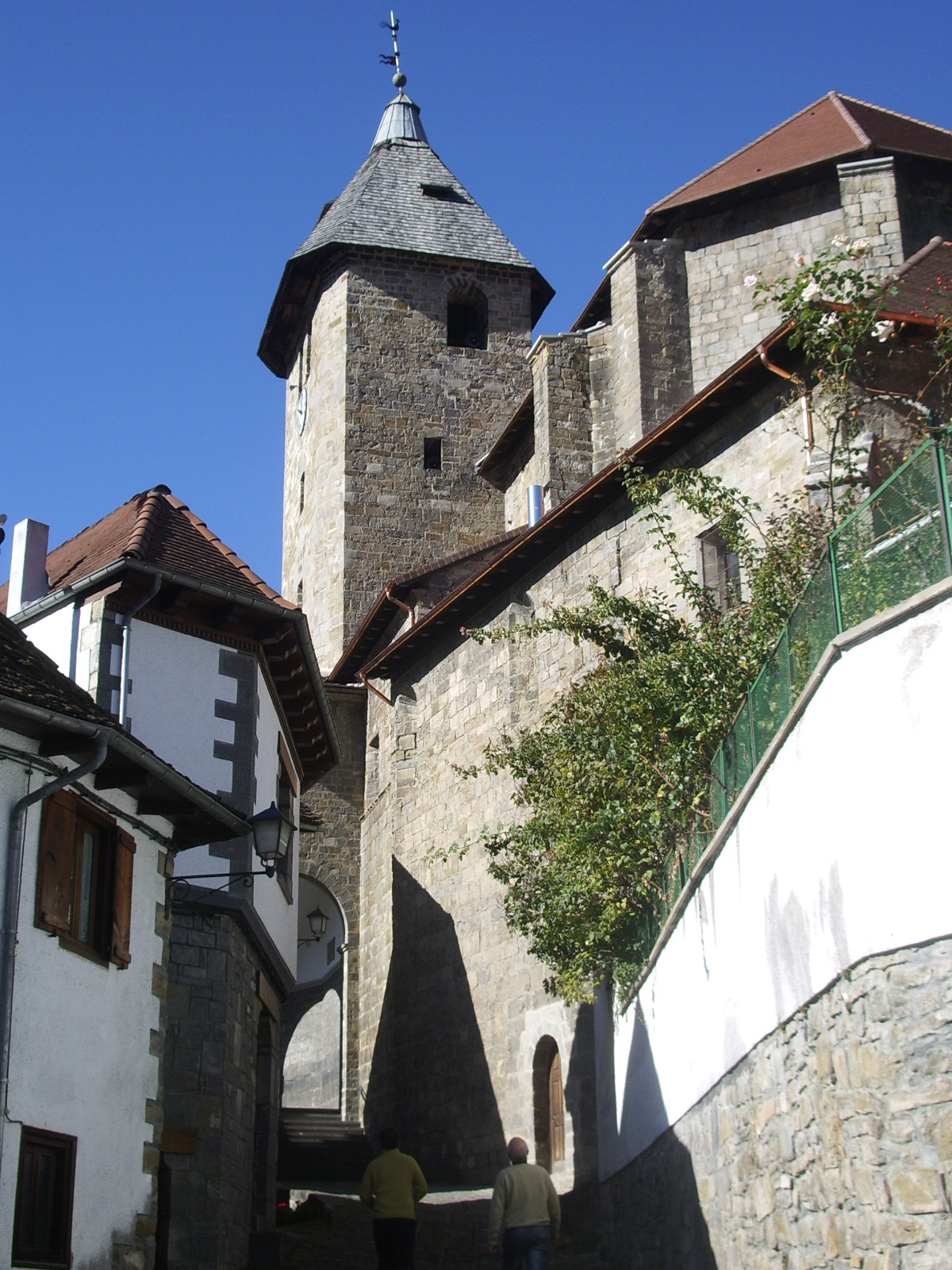
Église San Juan Evangelista

- Église San Juan Evangelista : l'église conserve des restes de l'époque médiévale (XIe siècle) et des XVIIIe et XIXe siècles. À l'intérieur, trois retables de style Renaissance du XVIe siècle. on remarque aussi le chœur qui conserve sièges avec des détails et figures dénudées taillées sur les dossiers et les accoudoirs lisses à l'exception du principal. L'église conserve de nombreuses pièces d'orfèvrerie et quelques tissus comme celui de la Magdalena.
- Sanctuaire de Nuestra Señora de Muskilda : un ermitage de style roman construit au XIIe siècle  et qui a été restauré au milieu du XVIIe siècle. Il a une forme rectangulaire et une tour surmontée d'un toit conique. Ce sanctuaire est situé au sommet du mont éponyme, a 1 025 m et est entouré d'une muraille. Une maison pour l'ermite et le chapelain se trouve dans son enceinte.
- Calvaire : il est situé à l'entrée du village, sur la confluence des ríos Zatoya et Anduña ; il a été construit dans la première moitié du XVIe siècle.

### Sources
- (es) Cet article est partiellement ou en totalité issu de l’article de Wikipédia en espagnol intitulé « Ochagavía » (voir la liste des auteurs).